# Koopzondag
Een koopzondag (ook: winkelzondag) is een zondag waarop winkels geopend mogen zijn. De term 'koopzondag' komt zodoende alleen voor in landen waar winkels niet onbeperkt op zondag open mogen zijn.

## Nederland
In Nederland geeft de Winkeltijdenwet uit 1996 het kader:
- Het is verboden op zon- en feestdagen geopend te zijn en om op werkdagen voor 06.00 uur en na 22.00 uur geopend te zijn.
- Gemeenten mogen vrijstelling verlenen.
- Vrijstelling is mogelijk voor avondwinkels voor maximaal 12 zon- en feestdagen per jaar (in 2013 is die beperking vervallen)
- Aanvullende vrijstelling is mogelijk in gemeenten of delen van gemeenten ten behoeve van toerisme, en in de nabijheid van grensovergangen langs daarop aansluitende doorgaande wegen ten behoeve van grensoverschrijdend verkeer.

Deze laatste bepaling was op uitdrukkelijk verzoek van de PvdA ingebracht.
De koopzondagen zijn ingevoerd ten tijde van de paarse kabinetten door de D66-minister van Economische Zaken Hans Wijers. Dit was het eerste naoorlogse kabinet zonder een christelijke partij. Tegen de komst van de koopzondag is bestaat protest uit de hoek van de christenen en een deel van de kleine zelfstandigen. Er is besloten dat gemeenten zelf kunnen beslissen over het al dan niet invoeren van een koopzondag. Op verzoek van ChristenUnie en SGP is het tevens bij wet geregeld dat werknemers met gewetensbezwaren het recht hebben om werk op zondag te weigeren.
Per 1 juli 2013 (Rutte II) vervalt het maximum van 12 en het toerismecriterium, zie onder. Wel blijft er in principe een verbod van openstelling op zon- en feestdagen, en zijn ondernemers en consumenten dus afhankelijk van vrijstelling verleend door de gemeente.

### Vrijstellingenbesluit
Het Vrijstellingenbesluit Winkeltijdenwet kent een aantal situaties waarin het op (bepaalde) zondagen toegestaan is (bepaalde) producten te verkopen. Hieronder vallen bijvoorbeeld:
- Zorginstellingen (ziekenhuizen, bejaardenoorden, apotheken)
- Verkooppunten voor reizigers (openbaar vervoer, luchthavens, tankstations)
- Culturele instellingen (musea, evenementen, kermis, carnaval)
- Sportcomplexen voor de verkoop van sportartikelen
- Portretfoto's voor de Eerste Heilige Communie
- Verkoop van bloemen tijdens Allerheiligen en Allerzielen
- Brood en gebak tijdens de ramadan (vanaf twee uur voor zonsondergang tot zonsondergang, in winkels die normaal ook brood en gebak verkopen)

### Ontwikkelingen

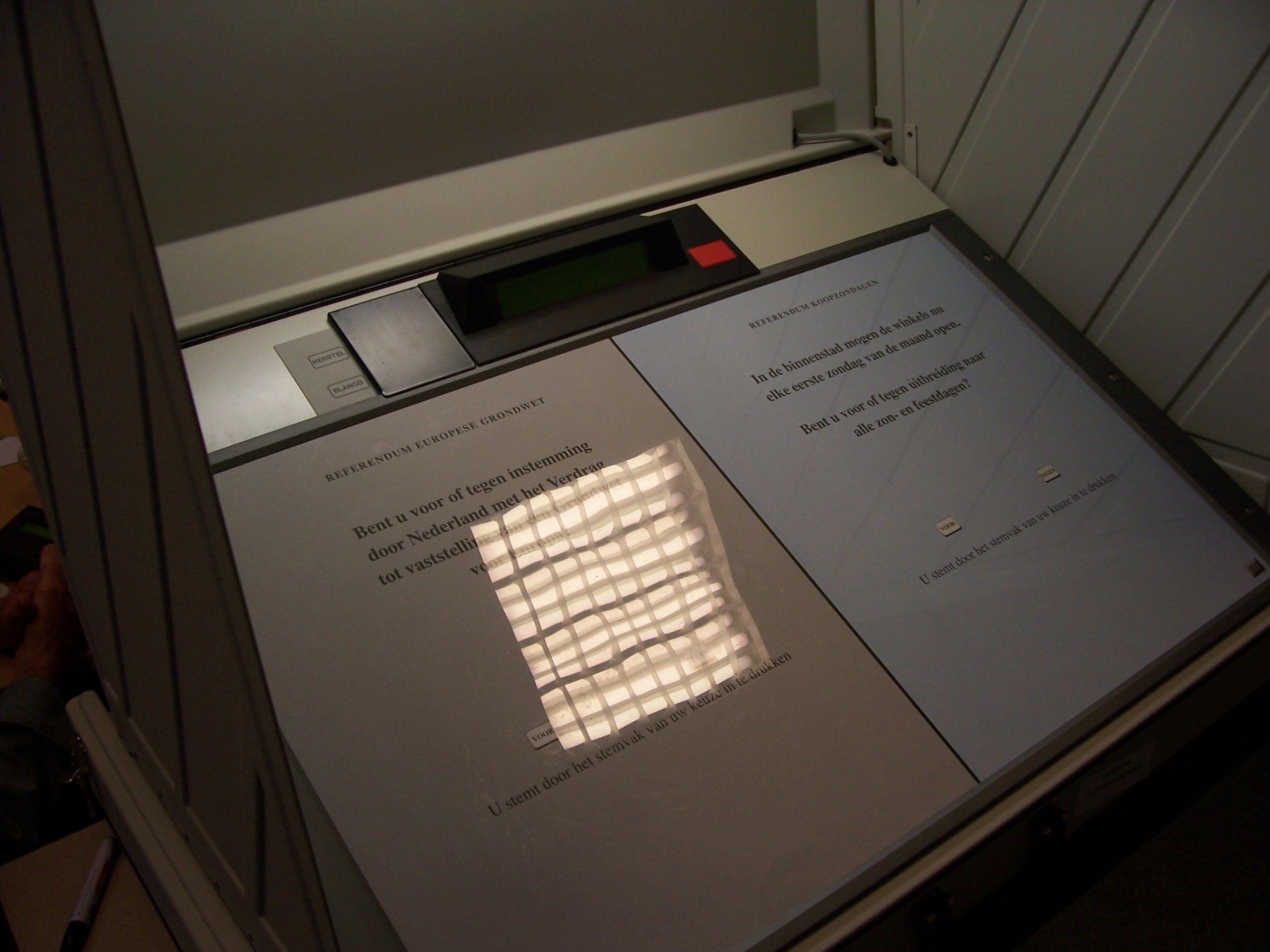
Referendum over de koopzondag in Utrecht op 1 juni 2005

In 2006 werd de Winkeltijdenwet geëvalueerd. Volgens het Rapport Evaluatie Winkeltijden (2006) was destijds het aantal koopzondagen als volgt verdeeld:
- 20% van de gemeenten had geen koopzondagen;
- 7% had 1, 2 of 3 koopzondagen per jaar;
- 10% had 4 tot 7 koopzondagen;
- 9% had 8 tot 10 koopzondagen;
- 31% van de gemeenten hanteerde het maximale aantal van 12 koopzondagen;
- 20% van de gemeenten hanteerde het 'toeristisch regime', waarin alle zondagen koopzondagen zijn.

Iets meer dan de helft van de gemeenten (waaronder de grootste gemeenten) maakten gebruik van het maximale aantal van 12 koopzondagen of hadden er meer.

#### Toename aantal gemeenten met toeristisch regime
Sinds 2006 is het aantal gemeenten waar 12 of meer dan 12 koopzondagen gehanteerd worden beduidend toegenomen, o.a. in Utrecht.
Bij een vervolgonderzoek in het najaar van 2007, bleek dat van de 443 gemeenten er 157 (35%) gebruik maakten van de toerismebepaling - bijna een verdubbeling t.o.v. het 1 jaar oudere onderzoek in 2006. In 2009 bleek het aantal gemeenten met toeristisch regime te zijn gestegen naar 185 of 42% van het totaal aantal gemeenten. Begin 2010 was het aantal toeristische gemeenten gestegen naar 47% volgens de heer Van Roekel van de Stadspartij Wageningen.
Al eerder, eind 2006 hadden de Tweede Kamerleden Bas van der Vlies (SGP) en Sharon Gesthuizen (SP) een initiatiefwetsvoorstel ingediend om de mogelijkheid voor gemeenten om het toeristisch regime te hanteren te beperken. Dat zou voortaan alleen mogelijk zijn voor een gedeelte van de gemeente waar sprake is van "toerisme van structurele en uitzonderlijke aard en omvang". Bovendien zouden de gemeenten hiervoor goedkeuring van de Minister van Economische Zaken nodig moeten hebben.
In 2009 werd vanuit het CDA en de ChristenUnie kritiek geuit op het toenemende aantal vrijstellingen voor de wekelijkse koopzondagen. Volgens deze partijen wordt er misbruik gemaakt van het begrip 'toeristisch gebied'.
In 2020 hadden ruim 90 % (323 van de 355) gemeenten een of meerdere keren per maand een koopzondag.

#### Rechtszaken
In 2009 leidde de wens tot meer koopzondagen tot verscheidene rechtszaken, onder andere over de eerste koopzondag ooit in Lisse waartegen een relatief kleine groep - zeven - winkeliers bezwaren hadden. Ondanks de verloren rechtszaak is een jaar later in 2010 de koopzondag alsnog - na een besluit van de meerderheid van de gemeenteraad - ook in Lisse ingevoerd. In eerste instantie koos de gemeenteraad voor 6 koopzondagen. Dit werden er 12 in 2011, bovendien ontving de gemeenteraad het verzoek om het aantal koopzondagen verder uit te breiden van 12 naar 36.
Ook in Rotterdam was er weerstand tegen een uitbreiding van het gebied waar de winkels elke zondag open mogen zijn. Begin 2010 besloot de rechter dat een uitbreiding toegestaan was. Na een effectieve lobby van ondernemers en de gemeente is Alexandrium het achtste toeristische gebied van Rotterdam. Al snel na de invoering bleek dat de omzet in het winkelcentrum Alexandrium met 15% gestegen was.

#### Toename van aantal winkels dat op zondag open is
Er is een groeiend aantal steden waar winkels in het centrum op elke zondag open mogen zijn, zoals Leiden. Als enige van de drie grote steden stond Den Haag voor maart 2010 (en wel met ingang van 1 januari 2006) zondagsopening toe aan alle winkels in de gehele stad (centrum en buitenwijken). Vooral de grote supermarktketens en buitenlandse kleine ondernemers (zoals de Franse bakker in het Laakkwartier) maken hier gebruik van. In de andere twee grote steden is het gebied waar koopzondag mogelijk is fors uitgebreid in 2010. Steden waar winkels in zowel het centrum als de buitenwijken op zondagen standaard open mogen zijn, zijn onder andere (situatie maart 2010) Almere, Amsterdam, Den Haag sinds 2006, Den Helder en Delft. In Rotterdam mogen de winkels elke zondag in het centrum en in een toenemend aantal buitenwijken open zijn.
In februari 2009 berichtte de NOS dat het aantal supermarkten dat op zondag open is snel stijgt. Begin 2009 waren het er 300 waarvan ongeveer 150 AH-supermarkten. De NOS schrijft verder dat de meeste supermarkten die op zondag open zijn in de Randstad liggen.
Sinds begin 2009 hebben verscheidene supermarktketens geprobeerd om zo veel mogelijk op zondag open te zijn. Dit onder andere door gebruik te maken van de avondwinkelroute, dat wil zeggen: een supermarktvestiging wordt (alleen op zondag) een avondwinkel. De supermarktketen DekaMarkt is indien mogelijk geopend op zondag.
Het aantal supermarkten dat op zondag open is nam gedurende 2009 wederom fors toe onder andere in de Achterhoek, begin 2009 waren 300 supermarkten open op zondag, begin januari 2010 was dat opgelopen tot ongeveer 400.
In de eerste helft van 2010 nam het aantal supermarkten dat op zondag open is toe, vooral door de ruimere mogelijkheden in Amsterdam en Rotterdam van bijna 400 naar bijna 600 in april 2010, een stijging van 50%. Echter, in hetzelfde jaar nam ook de tegenstand tegen de koopzondag toe. Was in 2006 de invoering van een stadsbrede koopzondag in Den Haag een vrij geruisloze ontwikkeling, de invoering van een stadsbrede koopzondag in Amsterdam leidde tot verscheidene rechtszaken. Een groep van 25 winkeliers en winkeliersverenigingen uit het Stadsdeel Noord probeerde, in eerste instantie succesvol, de algehele zondagsopening in Amsterdam tegen te houden. In april 2010 werd bepaald dat zowel in het centrum als in alle Amsterdamse buitenwijken winkels op zondagen open mogen zijn. Hiervan maken grote supermarktketens ruim gebruik. De Albert Heijn had meer dan 60 winkels open op zondag in april 2010 (een verdubbeling t.o.v. een jaar eerder), slechts enkele filialen - vooral die gelegen in zakendistricten - maken geen gebruik van de mogelijkheid om op zondag op te gaan.
In 2011 is het aantal winkels dat op zondag open mag zijn verder toegenomen, niet zozeer in de grote steden in het westen (Amsterdam, Den Haag, Rotterdam (met uitzondering van een aantal stadsdelen)) waar de winkels elke zondag al open mogen zijn. De discussie / strijd over de zondagsopeningstijden verplaatst zich nu naar de kleinere steden in de rest van het land en naar het platteland, zo mogen vanaf 1 januari 2011 alle supermarkten open zijn in Deventer in Enschede en alle winkels in Zutphen In Alkmaar en Utrecht mogen levensmiddelenwinkels sinds 2012 op zondag open. In Utrecht van 10.00 tot 19.00 en in Alkmaar van 12.00 tot 20.00. Zo zijn er ook Twentse plaatsen die facaliteren voor Zondagsopenstelling. In Almelo, Wierden en Hellendoorn en Nijverdal is het nu toegestaan om de winkel op zondag te openen van 12:00 tot 18:00. Grote supermarktketens als Albert Heijn en Jumbo maken hier veelzijdig gebruik van.

#### Toename van aantal mensen dat op zondag winkelt en van aantal voorstanders van koopzondagen
In 1998 winkelde 40% van alle Nederlanders weleens op zondag. In 2008 maakte daarentegen 74% van de ondervraagden weleens gebruik van de koopzondag, volgens een onderzoek uitgevoerd door Q&A Research en Consultancy.

### Wetswijzigingen
In 2009 sprak de coalitie van CDA, PvdA en ChristenUnie af om misbruik van de toerismebepaling in te dammen, en een wetsvoorstel hiertoe werd op 24 november 2009 aangenomen door de Tweede Kamer. Het Kabinet-Rutte I hield vast aan deze plannen van het voorgaande kabinet. Dit resulteerde in de een aanpassing van de Winkeltijdenwet. De wijziging voorzag in een overgangstermijn van één jaar voor gemeenten die op 1 januari 2011 reeds een toeristisch regime hadden ingesteld, om hun besluitvorming aan de wetswijziging aan te passen.
Een initiatiefwet ingediend door GroenLinks en D66, om het toerismecriterium te laten vervallen en gemeenten de mogelijkheid te geven om onbeperkt koopzondagen in te stellen, werd aangehouden door de Tweede Kamer op 21 april 2011; het werd door afspraken van de coalitie met de SGP, die tegen het voorstel was, niet door een meerderheid gesteund.
Onder een nieuwe coalitie is het wetsvoorstel (onder een andere naam) alsnog aanvaard, op 28 mei 2013 ook in de Eerste Kamer. Voorzien wordt in de inwerkingtreding van de wet op 1 juli 2013.

### Maatschappelijke discussie
Volgens het Nederlands Dagblad zou er maatschappelijke weerstand zijn tegen het beperken van koopzondagen. Behalve supermarktketens en winkeliers hebben ook gemeenten zich georganiseerd om de wet te veranderen: Eindhoven, Deventer en Nijmegen hebben een brief gestuurd naar de minister met deze vraag. Inmiddels staat het zoals eerder aangegeven vrij aan gemeenten hun eigen beleid te voeren op dit punt. Veel gemeenten, waaronder Amersfoort, Roosendaal en Raalte hebben daarop gereageerd door meer koopzondagen in te stellen, over het algemeen wekelijks.
Op andere plaatsen (bijna uitsluitend in de Bijbelgordel) zijn er tegenstanders van de koopzondag in het geweer gekomen tegen koopzondagen en mogen supermarkten niet op zondag open zijn vanwege de zondagsrust De CU voert niet alleen de zondagsrust maar ook andere argumenten tegen koopzondagen zoals oneerlijke concurrentie voor kleine ondernemers die wordt aangedaan door grote winkelketens, een wekelijkse rustdag is goed voor mens en economie en dat door zondagsopenstelling het milieu extra wordt belast.
In de strijd tegen de CO2-uitstoot werd door Urgenda een onderzoek uitgevoerd waarin de meest effectieve maatregelen werden aangehaald. Na de sluiting van de Hemwegcentrale en de Amercentrale (2,7 Mt) en de invoering van de autoloze zondag (1,2 Mt) is de afschaffing van de koopzondag de meest effectieve maatregel voor CO2-reductie. Bij winkelsluiting op zondag zou er naar schatting 1,0 megaton CO2 bespaard worden op jaarbasis.

### Verplichting
Openstelling van een winkel op een koopzondag is niet wettelijk verplicht. Wel neemt een winkelcentrum soms in het contract met een winkelier op dat deze op de koopzondagen open moet zijn. Een amendement waardoor zo'n bepaling nietig zou worden is in 2012 verworpen. Bij sterke uitbreiding van het aantal koopzondagen kan een winkelier de rechter verzoeken de verplichting deels nietig te verklaren. Een meerderheid in de Tweede Kamer vindt in 2016 dat de keuzevrijheid van ondernemers om op zondag hun winkel gesloten te houden geborgd moet worden.

## België
De zondagsrust is voorgeschreven door de Belgische Arbeidswet, die verbiedt werknemers 's zondags te tewerkstellen. De reeks uitzonderingen op dit verbod wordt evenwel stelselmatig verruimd.
Een van de uitzonderingen geldt voor kleinhandelszaken en kapsalons in badplaatsen, luchtkuuroorden en toeristische centra. Zij mogen de ganse zondag werknemers inzetten tijdens het zomerseizoen (van 1 mei tot 30 september), gedurende de Kerst- en Paasvakantie én op een aantal andere zondagen van het jaar. Het aantal van deze andere zondagen was aanvankelijk beperkt (maximum drie, in 2006 verhoogd naar negen en in 2008 naar dertien), zodat men van 'koopzondagen' sprak. Sinds 2018 is de limiet in toeristische centra afgeschaft, met als enige beperking dat de individuele werknemer van een kleinhandel niet meer dan 39 zondagen per jaar aan het werk wordt gezet.
Daarnaast bestaan er andere regelingen die het hele jaar door gelden. Kleinhandelszaken mogen op zondagvoormiddag mensen tewerkstellen. Voedings-, kranten- en bloemenwinkels mogen de hele zondag openen. Andere kleinhandelszaken mogen dit zes zondagen per jaar, vrij te kiezen in functie van braderieën en andere omstandigheden. Dit is feitelijk nog de voornaamste betekenis van 'koopzondag'. Ook bepaalde sectoren, zoals de meubel- en doe-het-zelfwinkels en de tuincentra, genieten een ruimere regeling.